# Ciclismo nos Jogos Paralímpicos de Verão de 2012 - Perseguição masculina em pista
As competições de perseguição masculina em pista do Ciclismo nos Jogos Paralímpicos de Verão de 2012 foram disputadas entre os dias 30 de agosto e 1 de setembro no Velódromo de Londres, na capital britânica.

## Medalhistas

### Classe B
| Ouro   | AUS Kieran Modra / Scott McPhee (piloto)                       |
| Prata  | AUS Bryce Lindores / Sean Finning (piloto)                     |
| Bronze | ESP Miguel Ángel Clemente Solano / Diego Javier Muñoz (piloto) |

### Classe C1
| Ouro   | GBR Mark Lee Colbourne     |
| Prata  | CHN Li Zhang Yu            |
| Bronze | ARG Rodrigo Fernando López |

### Classe C2
| Ouro   | CHN Liang Guihua      |
| Prata  | GER Tobias Graf       |
| Bronze | FRA Laurent Thirionet |

### Classe C3
| Ouro   | USA Joseph Berenyi |
| Prata  | GBR Shaun McKeown  |
| Bronze | GBR Darren Kenny   |

### Classe C4
| Ouro   | ROU Carol-Eduard Novak |
| Prata  | CZE Jiří Ježek         |
| Bronze | GBR Jody Cundy         |

### Classe C5
| Ouro   | AUS Michael Gallagher     |
| Prata  | GBR Jon-Allan Butterworth |
| Bronze | CHN Liu Xinyang           |

## B

### Fase de qualificação
| Pos. | Atleta                                                  | País               | Tempo    |
| ---- | ------------------------------------------------------- | ------------------ | -------- |
| 1    | Kieran Modra Piloto: Scott McPhee                       | AUS Austrália      | 4:18.752 |
| 2    | Bryce Lindores Piloto: Sean Finning                     | AUS Austrália      | 4:21.219 |
| 3    | Miguel Ángel Clemente Solano Piloto: Diego Javier Muñoz | ESP Espanha        | 4:24.539 |
| 4    | James Brown Piloto: Damien Shaw                         | IRL Irlanda        | 4:25.557 |
| 5    | Christian Venge Piloto: David Llaurado Caldero          | ESP Espanha        | 4:27.997 |
| 6    | Clark Rachfal Piloto: David Swanson                     | USA Estados Unidos | 4:28.030 |
| 7    | Daniel Chalifour Piloto: Alexandre Cloutier             | CAN Canadá         | 4:28.648 |
| 8    | Alberto Luján Nattkemper Piloto: Jonatan Ithurrart      | ARG Argentina      | 5:09.568 |

|  | Classificados à final               |
|  | Classificados à disputa pelo bronze |

### Disputa pelo bronze
| Pos.              | Atleta                                                  | País        | Tempo    | Notas |
| ----------------- | ------------------------------------------------------- | ----------- | -------- | ----- |
| Medalha de bronze | Miguel Ángel Clemente Solano Piloto: Diego Javier Muñoz | ESP Espanha | 4:24.015 |       |
| 4                 | James Brown Piloto: Damien Shaw                         | IRL Irlanda | 4:26.075 |       |

### Final
| Pos.             | Atleta                              | País          | Tempo    | Notas           |
| ---------------- | ----------------------------------- | ------------- | -------- | --------------- |
| Medalha de ouro  | Kieran Modra Piloto: Scott McPhee   | AUS Austrália | 4:17.756 | Recorde mundial |
| Medalha de prata | Bryce Lindores Piloto: Sean Finning | AUS Austrália | 4:22.269 |                 |

## C1

### Fase de qualificação
| Pos. | Atleta                     | Tempo    | Notas           |
| ---- | -------------------------- | -------- | --------------- |
| 1    | GBR Mark Lee Colbourne     | 3:53.970 | Recorde mundial |
| 2    | CHN Li Zhang Yu            | 4:00.235 |                 |
| 3    | GER Michael Teuber         | 4:04.700 |                 |
| 4    | ARG Rodrigo Fernando López | 4:07.725 |                 |
| 5    | ESP Juan José Méndez       | 4:15.653 |                 |
| 6    | GER Erich Winkler          | 4:18.481 |                 |
| 7    | CAN Jaye Milley            | 4:24.673 |                 |
| 8    | USA Anthony Zahn           | 4:38.466 |                 |
| -    | CAN Brayden McDougall      | DSQ      |                 |

|  | Classificados à final               |
|  | Classificados à disputa pelo bronze |

### Disputa pelo bronze
| Pos.              | Atleta                     | Tempo    | Notas |
| ----------------- | -------------------------- | -------- | ----- |
| Medalha de bronze | ARG Rodrigo Fernando López | 4:04.559 |       |
| 4                 | GER Michael Teuber         | 4:10.965 |       |

### Final
| Pos.             | Atleta                 | Tempo    | Notas           |
| ---------------- | ---------------------- | -------- | --------------- |
| Medalha de ouro  | GBR Mark Lee Colbourne | 3:53.881 | Recorde mundial |
| Medalha de prata | CHN Li Zhang Yu        | 4:01.826 |                 |

## C2

### Fase de qualificação
| Pos. | Atleta                          | Tempo    | Notas           |
| ---- | ------------------------------- | -------- | --------------- |
| 1    | CHN Liang Guihua                | 3:45.828 | Recorde mundial |
| 2    | GER Tobias Graf                 | 3:47.799 |                 |
| 3    | FRA Laurent Thirionet           | 3:52.955 |                 |
| 4    | IRL Colin Lynch                 | 3:54.946 |                 |
| 5    | COL Álvaro Galvis Becerra       | 3:55.618 |                 |
| 6    | ESP Maurice Eckhard Tió         | 3:57.369 |                 |
| 7    | CZE Michal Stark                | 4:00.840 |                 |
| 8    | CZE Ivo Koblasa                 | 4:04.679 |                 |
| 9    | CHN Xie Hao                     | 4:11.586 |                 |
| 10   | RSA Jaco Nel                    | 4:12.794 |                 |
| 11   | VEN Víctor Hugo Garrido Márquez | 4:13.127 |                 |
| 12   | CAN Arnold Boldt                | 4:13.458 |                 |

|  | Classificados à final               |
|  | Classificados à disputa pelo bronze |

### Disputa pelo bronze
| Pos.              | Atleta                | Tempo    | Notas |
| ----------------- | --------------------- | -------- | ----- |
| Medalha de bronze | FRA Laurent Thirionet | 3:53.547 |       |
| 4                 | IRL Colin Lynch       | 3:53.667 |       |

### Final
| Pos.             | Atleta           | Tempo    | Notas           |
| ---------------- | ---------------- | -------- | --------------- |
| Medalha de ouro  | CHN Liang Guihua | 3:45.243 | Recorde mundial |
| Medalha de prata | GER Tobias Graf  | 3:48.248 |                 |

## C3

### Fase de qualificação
| Pos. | Atleta                              | Tempo    | Notas           |
| ---- | ----------------------------------- | -------- | --------------- |
| 1    | USA Joseph Berenyi                  | 3:36.148 | Recorde mundial |
| 2    | GBR Shaun McKeown                   | 3:36.427 |                 |
| 3    | AUS David Nicholas                  | 3:36.757 |                 |
| 4    | GBR Darren Kenny                    | 3:37.977 |                 |
| 5    | RUS Alexsey Obydennov               | 3:43.244 |                 |
| 6    | ESP Juan Emilio Gutiérrez Berenguel | 3:44.303 |                 |
| 7    | IRL Enda Smyth                      | 3:47.542 |                 |
| 8    | NZL Nathan Smith                    | 3:48.555 |                 |
| 9    | JPN Masaki Fujita                   | 3:51.743 |                 |
| 10   | BEL Kris Bosmans                    | 3:52.453 |                 |
| 11   | KOR Jin Yong-Sik                    | 3:57.694 |                 |
| 12   | GER Steffen Warias                  | 3:58.919 |                 |

|  | Classificados à final               |
|  | Classificados à disputa pelo bronze |

### Disputa pelo bronze
| Pos.              | Atleta             | Tempo    | Notas           |
| ----------------- | ------------------ | -------- | --------------- |
| Medalha de bronze | GBR Darren Kenny   | 3:35.257 | Recorde mundial |
| 4                 | AUS David Nicholas | 3:38.800 |                 |

### Final
| Pos.             | Atleta             | Tempo    | Notas |
| ---------------- | ------------------ | -------- | ----- |
| Medalha de ouro  | USA Joseph Berenyi | 3:37.912 |       |
| Medalha de prata | GBR Shaun McKeown  | 3:38.637 |       |

## C4

### Fase de qualificação
| Pos. | Atleta                        | Tempo    | Notas           |
| ---- | ----------------------------- | -------- | --------------- |
| 1    | ROU Carol-Eduard Novak        | 4:40.315 | Recorde mundial |
| 2    | CZE Jiří Ježek                | 4:41.593 |                 |
| 3    | GBR Jody Cundy                | 4:42.005 |                 |
| 4    | COL Diego Germán Dueñas Gómez | 4:50.016 |                 |
| 5    | ESP Roberto Alcaide           | 4:51.685 |                 |
| 6    | CZE Jiří Bouška               | 4:55.631 |                 |
| 7    | USA Sam Kavanagh              | 4:58.870 |                 |
| 8    | ESP César Neira               | 5:00.974 |                 |
| 9    | JPN Masashi Ishii             | 5:02.100 |                 |
| 10   | CHN Ji Xiaofei                | 5:07.453 |                 |
| 11   | AUT Manfred Gattringer        | 5:12.278 |                 |
| 12   | CUB Damián López Alfonso      | 5:21.172 |                 |
| 13   | NOR Morten Jahr               | 5:21.436 |                 |
| 14   | BEL Koen Reyserhove           | 5:27.624 |                 |

|  | Classificados à final               |
|  | Classificados à disputa pelo bronze |

### Disputa pelo bronze
| Pos.              | Atleta                        | Tempo        | Notas |
| ----------------- | ----------------------------- | ------------ | ----- |
| Medalha de bronze | GBR Jody Cundy                | -            |       |
| 4                 | COL Diego Germán Dueñas Gómez | Ultrapassado |       |

### Final
| Pos.             | Atleta                 | Tempo    | Notas |
| ---------------- | ---------------------- | -------- | ----- |
| Medalha de ouro  | ROU Carol-Eduard Novak | 4:42.000 |       |
| Medalha de prata | CZE Jiří Ježek         | 4:45.232 |       |

## C5

### Fase de qualificação
| Pos. | Atleta                          | Tempo    | Notas           |
| ---- | ------------------------------- | -------- | --------------- |
| 1    | AUS Michael Gallagher           | 4:30.012 | Recorde mundial |
| 2    | GBR Jon-Allan Butterworth       | 4:35.026 |                 |
| 3    | CHN Liu Xinyang                 | 4:35.386 |                 |
| 4    | UKR Yegor Dementyev             | 4:43.881 |                 |
| 5    | ITA Andrea Tarlao               | 4:44.120 |                 |
| 6    | BRA João Alberto Schwindt Filho | 4:46.553 |                 |
| 7    | AUT Wolfgang Eibeck             | 4:46.999 |                 |
| 8    | IRL Cathal Miller               | 4:49.237 |                 |
| 9    | GER Wolfgang Sacher             | 4:51.305 |                 |
| 10   | DOM Rodny Minier Castillo       | 4:55.352 |                 |
| 11   | BRA Soelito Gohr                | 4:58.061 |                 |
| 12   | NZL Chris Ross                  | 5:04.669 |                 |

|  | Classificados à final               |
|  | Classificados à disputa pelo bronze |

### Disputa pelo bronze
| Pos.              | Atleta              | Tempo    | Notas |
| ----------------- | ------------------- | -------- | ----- |
| Medalha de bronze | CHN Liu Xinyang     | 4:38.443 |       |
| 4                 | UKR Yegor Dementyev | 4:43.683 |       |

### Final
| Pos.             | Atleta                    | Tempo    | Notas |
| ---------------- | ------------------------- | -------- | ----- |
| Medalha de ouro  | AUS Michael Gallagher     | 4:35.297 |       |
| Medalha de prata | GBR Jon-Allan Butterworth | 4:39.586 |       |

Legenda
| Recorde mundial      | Recorde mundial (World record)               |                       | Recorde africano                      | Recorde africano (African) |                                           | Q | Classificado por posição (Qualified) |
| Recorde paralímpico  | Recorde paralímpico (Paralympic record)      | Recorde da América    | Recorde da América (Americas)         | q                          | Classificado por melhor tempo (Qualified) |   |                                      |
| Melhor marca do ano  | Melhor marca do ano (World leading)          | Recorde asiático      | Recorde asiático (Asian)              | DNS                        | Não largou (Did not start)                |   |                                      |
| Recorde nacional     | Recorde nacional (National record)           | Recorde europeu       | Recorde europeu (European)            | DNF                        | Não terminou (Did not finish)             |   |                                      |
| Recorde pessoal      | Recorde pessoal do atleta (Personal best)    | Recorde da Oceania    | Recorde da Oceania (Oceania)          | DSQ / DQ                   | Desclassificado (Disqualified)            |   |                                      |
| Recorde da temporada | Recorde da temporada do atleta (Season best) | Recorde sul-americano | Recorde sul-americano (South America) | NM                         | Sem marca (No mark)                       |   |                                      |